# Uaru fernandezyepezi
Uaru fernandezyepezi és una espècie de peix de la família dels cíclids i de l'ordre dels perciformes.

## Morfologia
- Els mascles poden assolir 19 cm de longitud total.[4][5]

## Hàbitat
És una espècie de clima tropical entre 30 °C-34 °C de temperatura.

## Distribució geogràfica
Es troba a Sud-amèrica: conca del riu Atabapo (conca del riu Orinoco).